# Philippa Suxdorf
Philippa „Pippa“ Suxdorf (* 27. Juli 1971 in Hamburg) ist eine ehemalige deutsche Hockeyspielerin. Sie war Weltmeisterschaftsdritte 1998.

## Sportliche Karriere
Philippa Suxdorf war schon im Juniorenbereich erfolgreich. 1989 war sie Juniorenweltmeisterin. Die Verteidigerin wirkte zwischen 1989 und 1999 in insgesamt 154 Länderspielen der deutschen Nationalmannschaft mit, davon fünf in der Halle.
Bei der in Elmshorn ausgetragenen Halleneuropameisterschaft 1990 erzielte sie beim 4:3-Endspielsieg über Spanien alle vier Tore für Deutschland. Bei der Weltmeisterschaft 1990 belegte sie mit der deutschen Mannschaft den achten Platz. Vier Jahre später bei der Weltmeisterschaft 1994 in Dublin gewannen die Deutschen ihre Vorrundengruppe und unterlagen dann im Halbfinale den Australierinnen mit 0:2. Im Spiel um den dritten Platz verloren die Deutschen gegen die Vereinigten Staaten mit 1:2.
1996 bei den Olympischen Spielen in Atlanta traten alle acht teilnehmenden Teams gegeneinander an. Die deutschen Damen belegten mit zwei Siegen, einem Unentschieden und vier Niederlagen den sechsten Platz. 1998 bei der Weltmeisterschaft in Utrecht belegte die deutsche Mannschaft in der Vorrunde den zweiten Platz hinter den Australierinnen. Nach einer 1:6-Niederlage im Halbfinale gegen die niederländische Mannschaft bezwangen die Deutschen im Spiel um Bronze die Spanierinnen mit 3:2. Suxdorf wirkte in allen sieben Spielen mit.
Suxdorf spielte beim Großflottbeker THGC und ab 1991 beim Klipper THC. Sie ist mit dem niederländischen Hockeyspieler Teun de Nooijer verheiratet. 